# Вилла Шмидт
Вилла Шмидт (c 1953 года по настоящее время — Детский сад № 27) — одна из вилл района Амалиенау в Кёнигсберге. Построена в 1903 году. Объект культурного наследия регионального значения.

## Строительное описание
Вилла выстроена полностью в духе современной ей эпохи модерн и представляет собой наглядный образец югендстиля. Асимметричная форма говорит о романтизме, характерном для рубежа XIX—XX веков. Тем не менее, архитектор избежал как псевдоисторизма, так и слепого копирования современных образцов. Здание сдержано по декорации, проработка деталей выполнена корректно и уверенно. Датируется по надписи у верхнего среднего окна «Построено в 1903 г.»

Часть здания, выступающая по направлению улицы, поделена на две оконных оси, его центр тяжести располагается на правой стороне и переносится фронтоном в направлении более высокой отстоящей от улицы башни. Обе оконные оси объединяются в единое целое обрамлением из природного камня, идущего через два этажа. При этом правая оконная ось продолжается и на фронтоне. Справа являют более богатую декорацию также поля парапета. Над вторым этажом очень натуралистично представлена голова льва. Этажом ниже обнаруживается растительный орнамент, он хотя и находится под влиянием «югендстиля», тем не менее, не проявляет типичных для этого стиля трансформаций.

В настоящее время вилла в хорошем состоянии. Внутри вилла перестроена после 1945 и используется под детский сад.

## Адрес
Калининград, проспект Победы, дом 24 (до 1945 — Lawsker Allee 30)

## Детский сад № 27
Детский сад № 27 был открыт в сентябре 1949 года в Сталинградском районе города Калининграда. Первоначально располагался в здании нынешнего Дома Учителя.
В апреле 1953 года переведен в здание Виллы Шмидт, где и продолжает работать.
С 1983 года преобразован в детский сад компенсирующего типа для детей с нарушениями зрения.
В ноябре 2013 года слит с детским садом № 13 и преобразован детский сад комбинированного типа (с сохранением профиля учреждения).